# Lombardei-Rundfahrt 2006
Die Lombardei-Rundfahrt 2006 war die 100. Austragung der Lombardei-Rundfahrt  und fand am 14. Oktober 2006 statt. Die Gesamtdistanz des Rennens betrug 245 Kilometer. Es siegte Paolo Bettini vor Samuel Sánchez und Fabian Wegmann.

## Teilnehmende Mannschaften
| Quick Step-Innergetic Acqua & Sapone AG2R Prévoyance | Astana Team Barloworld Bouygues Télécom | Caisse d’Epargne-Illes Balears Ceramica Panaria-Navigare Cofidis-Le Crédit par Téléphone | Crédit Agricole Davitamon-Lotto Discovery Channel | Euskaltel-Euskadi Française des Jeux Team Gerolsteiner | Lampre-Fondital Liquigas Phonak Hearing Systems | Rabobank Saunier Duval-Prodir Selle Italia-Serram. Diquigiovanni | Team CSC Team LPR Team Milram | T-Mobile Team |

## Ergebnis
| Rang | Fahrer          | Land        | Team                            | Zeit       |
| ---- | --------------- | ----------- | ------------------------------- | ---------- |
| 1    | Paolo Bettini   | Italien     | Quick Step-Innergetic           | 6h 08' 06" |
| 2    | Samuel Sánchez  | Spanien     | Euskaltel-Euskadi               | + 8"       |
| 3    | Fabian Wegmann  | Deutschland | Team Gerolsteiner               | gl. Zeit   |
| 4    | Cristian Moreni | Italien     | Cofidis-Le Crédit par Téléphone | + 14"      |
| 5    | Davide Rebellin | Italien     | Team Gerolsteiner               | + 46"      |
| 6    | Matteo Carrara  | Italien     | Lampre-Fondital                 | gl. Zeit   |
| 7    | Fränk Schleck   | Luxemburg   | Team CSC                        | gl. Zeit   |
| 8    | Michael Boogerd | Niederlande | Rabobank                        | gl. Zeit   |
| 9    | Danilo Di Luca  | Italien     | Liquigas                        | + 2' 32"   |
| 10   | Andrea Pagoto   | Italien     | Ceramica Panaria-Navigare       | + 3' 53"   |